# 하은섬
하은섬(본명: 김나윤, 한국 한자: 金拏潤, 1974년 4월 21일  (음력 3월 29일) ~ )은 대한민국의 뮤지컬배우이자 영화배우이다.

## 학력
- 휘경여자중학교 (졸업)
- 서울국악예술고등학교 (졸업)
- 숭의여자전문대학 현대무용과

## 뮤지컬&연극
벤자민 버튼
어게인 여고동창생
미세스다웃파이어
벚꽃동산
세종대왕의 눈물2
세자매
바냐아저씨
- 모짜르트의 한 방 (감독/각색/투자/안무/음악지원 2021)
- 세종대왕의 눈물 (작/연출 2021)
- 통일뮤지럴 악보 (작/연출/출연 2021)
- 정직한 후보 (2020) - 윤미경 역
- 오케이광자매KBS(2021)
- 나쁜형사(2019)
- 미쓰리는 알고있다 (2020)
- 뮤지컬 아빠의4중주 (작/연출)
- 뮤지컬 《초이스》(2019) ... 악보 역
- 뮤지컬 《웃는남자》(2018) ... 앤여왕 역
- 뮤지컬 《올슉업》(2017) ... 실비아 역
- 뮤지컬 《레베카》(2014~2017) ... 반호퍼 역
- 《메디슨카운티의다리》(2017) ... 마지 역
- 《아빠의 4중주》(2017) ... 뇌할머니 역
- 《마타하리》(2016~2017) ... 안나 역
- 《넌센스2》(2017) ... 허버트 역
- 《쿠거》(2015) ... 메리마리 역
- 《언틸더데이》(2011~2016) ... 주인희 역
- 《넌센세이션》(2010) ... 허버트 역
- 《비지트》(2009, 2010, 2013) ... 복례 역
- 《조수미콤플렉스》(2010) ... 여주인공 조수미 역
- 《제너두》(2008) ... 칼리오페 역
- 《신행진,와이키키!》(2008) ... 영자 역
- 《대장금》(2007) ... 장금모 역
- 《밴디트》(2006) ... 마리 역
- 《젊은베르테르슬픔》(2004, 2006) ... 오르카 역
- 《명성황후》(1999) ... 진령군 역
- 《갬블러》(2002) ... 후커 역
- 《카바레》(2002) ... 텍사스 역
- 《토요일밤의 열기》(2003) ... 토니모 역
- 《한여름밤의 악몽》(2006) ... 고락동춘 역
- 《비밀의 정원》(2005)
- 《갓스펠》(2005) ... 길머 역
- 《더 플레이스》(2004) ... 한날랄 역
- 《파우스트》(2003) ... 주모 역
- 《해상왕 장보고》(1998)
- 《코러스라인》(1997)
- 《과거를 묻지마세요》(1999)
- 《건맨》(2000) ... 보이 역
- 《들풀의 노래》(1997) ... 오목 역
- 《쇼코메디》(1994)

## 연극
- 《핼렌캘러》(1996)
- 《빈방있습니까》(2007)

## 드라마
- MBC 《하자전담반 제로》(2008) ... 장 여사 역
- KBS 《별이 되어 빛나리》(2015) ... 최경자 역
- MBC 드라마넷 《나의 유감스러운 남자친구》(2015) ... 여주댁 역
- MBC 《나쁜 형사》(2018) ... 성미라 역
- MBC 《미쓰리는 알고 있다》(2020) ... 변기남 역
- KBS 《오케이 광자매》(2021) ... 시모 역